# CORBA-tjänster
Corba-tjänster (engelska CORBA-services) är en IT-standard som definierar stödjande tjänster för Corba, Common Object Request Broker Architecture. 
Standarden har definierats av OMG, Object Management Group som Common Object Services Specification (COSS) den 1 mars 1994. Industriella produkter som byggde på standarden fanns tillgängliga redan under andra halvan av 1990-talet. 
Idag används vissa av tjänsterna inom Java (till exempel XA/Transaktioner).
Målet för Corba-tjänster var att tillhandahålla leverantörsoberoende och portabel implementation av stödtjänster, som definierades med hjälp av Corbas Interface Definition Language (IDL).
Tjänster som definieras som Corba-tjänster:
- Naming Service (namnkatalogtjänst som är hierarkisk, och federerad (d.v.s. behöver inte ligga i ett system utan kan spridas ut över flera system).
- Relationships Service (beroendetjänst, som kan administrera samband mellan objekt).
- Event Service (händelsetjänst som implementerar asynkron kommunikation och prenumeration på händelser).
- Life Cycle Service (tjänst för att administrera objektfabriker (eng object factories), och skapande, kopiering, flyttande och borttagning av Corba-objekt).
- Object Query Service (tjänst för diverse frågor om objekten, till viss del liknande SQL för databaser).
- Properties Service (tjänst för att administrera namn/värde-par tilldelade till Corba-objekt).
- Time Service (tjänst för att hantera absoluttid, tidszonstid och intervaller).
- Transaction Services (tjänst för att hantera konsistenta transaktioner där antingen alla steg i transaktionen har utförts eller inget alls om något gått fel. T.ex. om man skall flytta pengar från ett konto till annat så vill man vara säker på att man inte hamnar i något mellanläge där pengarna inte kunde dras från kontot men sattes in på det andra kontot).
- Concurrency Control Service (tjänsten gör det möjligt använda synkroniseringssemaforer som kontrollerar att inte fler än ett program eller användare åt gången kommer åt en resurs).
- Persistence Service (tjänsten svarar för att Corba-objekt kan sparas beständigt till exempel till en databas och åter läsas in).
- Licensing Service (tjänster definierar olika modeller för att styra åtkomsten till programvara så att användare får den service han/hon avtalat med leverantören).
- Externalization Service (tjänsten gör det möjligt att exportera eller importera Corba-objekt).